# Песчаные акулы (род)
Песчаные акулы (лат. Odontaspis) — один из двух родов одноимённого семейства песчаных акул отряда ламнообразных. Это крупные рыбы с длинной конической головой, третье веко отсутствует, рот длинный, зубы довольно большие с центральным остриём и латеральными зубцами. Птеригоподии у самцов имеют форму цилиндра с тупым концом. Основание первого спинного плавника  расположено ближе к грудным, чем к брюшным плавникам. Расстояние от кончика рыла до начала основания первого спинного плавника составляет от 43 до 49 % от длины тела (до хвостового плавника). Второй спинной плавник меньше первого примерно в 2 раза. Анальный плавник такого же размера или меньше второго спинного плавника. Радужная оболочка чёрного цвета. От схожих с ними тигровых песчаных акул отличаются отсутствием задних дробящих зубов.  Все виды яйцеживородящие, во время развития внутри матери плацента из желточного мешка не образуется, но имеет место внутриутробный каннибализм.
Название рода происходит от слов греч. ὀδούς — зуб и греч. ασπιδος — щит.

## Виды
- Odontaspis ferox Risso, 1810 — Острозубая песчаная акула
- Odontaspis noronhai Maul, 1955 — Большеглазая песчаная акула
- † Odontaspis aculeatus Capetta & Case, 1975
- † Odontaspis speyeri Dartevelle & Casier, 1943
- † Odontaspis winkleri Leriche, 1905